# Stefan Viggo Pedersen
Stefan Viggo Pedersen (født 26. december 1891 i København, død 19. maj 1965 på Frederiksberg) var en dansk maler.  Han var søn af maleren Viggo Pedersen.
Han er repræsenteret i samlingerne på blandt andet Skovgaard Museet og Randers Kunstmuseum og har desuden udført en hel del offentlige og kirkelige arbejder, heriblandt freskoer og altertavle til Søndersø Kirke.